# Nian Weisi
Nian Weisi (Cinese: 年维泗; Pechino, 11 maggio 1933) è un allenatore di calcio ed ex calciatore cinese.

## Carriera
Da allenatore ha guidato la Nazionale cinese in sei periodi differenti: nel 1963, tra il 1965 e il 1972, tra il 1975 e il 1976, nel 1978, nel 1980 e infine tra il 1985 e il 1986, conseguendo come risultato più rilevante un terzo posto nella Coppa d'Asia 1976.

## Statistiche

### Cronologia presenze e reti in nazionale
| Cronologia completa delle presenze e delle reti in nazionale ― Cina | Cronologia completa delle presenze e delle reti in nazionale ― Cina | Cronologia completa delle presenze e delle reti in nazionale ― Cina | Cronologia completa delle presenze e delle reti in nazionale ― Cina | Cronologia completa delle presenze e delle reti in nazionale ― Cina | Cronologia completa delle presenze e delle reti in nazionale ― Cina | Cronologia completa delle presenze e delle reti in nazionale ― Cina | Cronologia completa delle presenze e delle reti in nazionale ― Cina |
| Data                                                                | Città                                                               | In casa                                                             | Risultato                                                           | Ospiti                                                              | Competizione                                                        | Reti                                                                | Note                                                                |
| ------------------------------------------------------------------- | ------------------------------------------------------------------- | ------------------------------------------------------------------- | ------------------------------------------------------------------- | ------------------------------------------------------------------- | ------------------------------------------------------------------- | ------------------------------------------------------------------- | ------------------------------------------------------------------- |
| 17-6-1956                                                           | Nuova Delhi                                                         | India                                                               | 0 – 1                                                               | Cina                                                                | Amichevole                                                          | -                                                                   |                                                                     |
| 12-5-1957                                                           | Giacarta                                                            | Indonesia                                                           | 2 – 0                                                               | Cina                                                                | Qual. Mondiali 1958                                                 | -                                                                   |                                                                     |
| 2-6-1957                                                            | Pechino                                                             | Cina                                                                | 4 – 3                                                               | Indonesia                                                           | Qual. Mondiali 1958                                                 | 1                                                                   |                                                                     |
| 23-6-1957                                                           | Rangoon                                                             | Cina                                                                | 0 – 0                                                               | Indonesia                                                           | Qual. Mondiali 1958                                                 | -                                                                   |                                                                     |
| 27-6-1957                                                           | Rangoon                                                             | Birmania                                                            | 2 – 1                                                               | Cina                                                                | Amichevole                                                          | -                                                                   | 46’                                                                 |
| 21-7-1957                                                           | Pechino                                                             | Cina                                                                | 2 – 1                                                               | Sudan                                                               | Amichevole                                                          | 1                                                                   |                                                                     |
| 3-10-1959                                                           | Pechino                                                             | Cina                                                                | 2 – 1                                                               | Unione Sovietica                                                    | Beijing Tournament                                                  | -                                                                   |                                                                     |
| Totale                                                              |                                                                     | Presenze                                                            | 7                                                                   |                                                                     | Reti                                                                | 2                                                                   |                                                                     |